# ألوان في المنفى
ألوان في المنفى هو فيلم مغربي من إخراج مصطفى مضمون سنة 2014، وبطولة كل من آمال صقر، كمال كاضمي، فاطمة وشاي، عز العرب الكغاط، وآخرون. الفيلم قدمته القناة الثانية داخل برامج رمضان 1435 هـ.
استلهمت فكرة العمل من حياة الرسام الهولندي فينسنت فان خوخ الذي قضى حياته فقيرا يرسم مقابل رؤوس البطاطس، وبعد مماته صار سعر لوحاته لا تقارن به أسعار كل اللوحات الأخرى، إذ أن بعض الرسامين الفقراء لم ينالوا الشهرة والنجومية إلا بعد مماتهم، وتغدو لوحاتهم قطعا نفيسة غالية بعد أن كانت زهيدة الثمن في حياتهم.

## القصة
يحكي الفيلم قصة فنان تشكيلي (جمال)، تدفعه صديقته وزوجة المستقبل (ماريا) لكي ينفذ خطة تعيد الاعتبار له ولوحاته التشكيلية، التي يبيعها بأبخس الأثمان لوسيط يبيعها بدروه لرسام إيطالي بأثمنة خيالية، ولم تكن الخطة حسب الخيال الفني للفيلم، سوى إشاعة خبر وفاة «جمال» غرقا في البحر بعد ليلة صيد للأسماك، وهي الخطة التي أرادت من خلالها (ماريا) أن توهم (وسيط بيع اللوحات) بأن الفنان «جمال» فارق الحياة، لكي تتمكن من بيع لوحاته بأثمنة مناسبة وتسافر رفقة (حبيبها الفنان) للخارج للاستمتاع بالحياة، وشق طريق التألق في الضفة الأخرى باعتبارها فضاءا أرحب لممارسة الفن التشكيلي وبيع اللوحات بالثمن الذي يستحقه المبدع.
تتشابك خيوط الفيلم بعد الخطة، وتدخل الشرطة على الخط للتحقق من غرق وموت (جمال)، كما تطفو على أحداث الفيلم العلاقة المتشنجة بين ماريا وأبوها الذي أهملها في طفولتها رفقة أمها، وعاد لتدارك الأمر بعد فوات الأوان.

## روابط خارجية
- الفيلم المغربي «ألوَانٌ في المَنفَى»… التشكيلي بين الجَحِيم والنعيم